# Ti-Tree
Ti-Tree est un village du Territoire du Nord en Australie.

## Géographie
Elle est située sur Stuart Highway à environ 1 109 kilomètres au sud de la capitale du territoire, Darwin, et environ 193 km au nord d'Alice Springs.
Lors du recensement de 2016, Ti-Tree comptait 70 habitants,. C'est la localité la plus proche d'Alice Springs. La région autour de Ti-Tree compte une population de 995 personnes dont 191 ne sont pas autochtones. La population est répartie entre les 11 stations d'élevage, 6 stations aborigènes, dont Utopia, le canton de Ti-Tree, la communauté de Barrow Creek et les fermes de produits agricoles de Ti-Tree Farm, Central Australian Produce Farm et Territory Grape Farm. La région est un centre émergent pour les raisins et les melons en raison de son ensoleillement toute l'année et de son approvisionnement abondant en eau souterraine.
Ti-Tree est le premier arrêt important en direction du nord d'Alice Springs et est la plus grande communauté entre Alice Springs et Tennant Creek. Il y a un hôtel, une école et un poste de police ainsi que plusieurs autres bâtiments. De l'essence et d'autres facilités pour les voyageurs sont disponibles.
Une grande partie des terres entourant Ti-Tree sont des terres aborigènes, appartenant au peuple Anmatyerre (en). Leur art peut être vu dans la ville.
Ti-Tree est le centre d'une zone de production de légumes, produisant des légumes et des fruits frais pour les marchés du territoire, avec une récolte annuelle de raisins de table qui rapporte à elle-seule 10 millions de dollars.
Le village compte un aérodrome : Ti-Tree Airfield (en).

## Histoire
L'origine du nom Ti-Tree est inconnue. En 1888, une zone d'environ 64 km incorporant un puits de ce nom est officiellement attribué à une zone de télégraphe et, en 1919, WJ Bill Heffernan obtient un bail pour une parcelle de terrain qu'il appelle Tea Tree Station. Cette station couvre de nos jours une superficie de 3 584 km2.
Depuis la construction de l'Overland Telegraph Line, Tea Tree est connu pour son bon approvisionnement en eau douce, mais cela ne suffit pas à rendre les travaux de Heffernan financièrement gratifiants. En 1935, la piste est améliorée avec quelques premiers bâtiments mais ne comporte encore aucun enclos pour chevaux ou bœufs. Heffernan meurt à Alice Springs en 1969 et la station est exploitée par sa veuve.
En 1975, Ian Dahlenburg occupe 2,6 kilomètres carrés de la station et crée Dahlenburg Horticultural Enterprise qui cultive des raisins et des pastèques sur Ti Tree Farm. L'année suivante, la station est vendue à l'Aboriginal Land Fund Commission et fait l'objet d'une revendication territoriale au nom des autochtones locaux. Une grande partie de la zone entourant le canton de Ti Tree se trouve maintenant dans les limites de l'Ahakeye Land Trust, un bail en pleine propriété aborigène.
La communauté locale demande en 1980 à l' Assemblée législative du Territoire du Nord de changer l'orthographe de Tea Tree en Ti-Tree. Le 15 mai 1981, la zone de la ville est classée et le 22 avril 1983, son nom est officiellement changé.
En 1994, le village est incorporé au Conseil du gouvernement communautaire d'Anmatjere.
Les limites de la localité de Ti-Tree qui correspondent à celles de la ville sont établies en 2007,,.